# Toxidia arfakensis
Toxidia arfakensis är en fjärilsart som beskrevs av James John Joicey och Talbot 1917. Toxidia arfakensis ingår i släktet Toxidia och familjen tjockhuvuden. Inga underarter finns listade i Catalogue of Life.